# Los colonos
Los colonos è un film del 2023 diretto da Felipe Gálvez Haberle al suo esordio alla regia.
La pellicola è stata selezionata per rappresentare il Cile ai Premi Oscar 2024 nella sezione del miglior film internazionale.

## Trama
Nel 1901 il meticcio cileno Segundo, il capitano britannico MacLennan e il mercenario statunitense Bill intraprendono una spedizione per delimitare e riprendere le terre che la Repubblica del Cile ha concesso a José Menéndez. Tuttavia quella che sembrava una normale operazione militare si rivela essere il genocidio dei Selk'nam.

## Distribuzione
Il film è stato presentato in anteprima mondiale il 22 maggio 2023 in occasione della 76ª edizione del Festival di Cannes. Presentata nella sezione Un Certain Regard, la pellicola ha vinto il premio della Fédération internationale de la presse cinématographique, diventando così il primo film cileno ad ottenere questo riconoscimento.

## Accoglienza
Il film è stato accolto molto positivamente dalla critica. L'aggregatore di recensioni Rotten Tomatoes riporta il 100% di recensioni positive, con un punteggio medio di 7,6 su 10 basata sul parere di 11 critici.

## Riconoscimenti
- 2023 – Festival di Cannes
  - Premio FIPRESCI
  - In concorso per il Premio Un Certain Regard
  - In concorso per la Caméra d'or